# Run This Town
Run This Town is een nummer van de Amerikaanse rapper Jay-Z. Het werd uitgebracht als de tweede officiële single van het dertiende album The Blueprint 3 van Jay-Z, dat op 8 september werd uitgebracht. De verschijningsdatum, die eerst 11 september was, werd naar voren geschoven door het vroegtijdig lekken van het album. Het nummer is een samenwerking met popzangeres Rihanna en rapper Kanye West, die het nummer produceerde met No I.D..

## Achtergrondinformatie
Oorspronkelijk stond Off That met de Canadese rapper Drake gepland als de eerste single. Op de vraag aan Jay-Z waarom hij toch koos voor Run This Town, antwoordde hij: "We basically run this town. It's myself, Rihanna and Kanye. It's pretty much it". Op 24 juli om 09.11 uur debuteerde het nummer op de Amerikaanse radio. Dit tijdstip werd gekozen met het oog op de verschijningsdatum van het album, 11 september. De single was vanaf 11 augustus beschikbaar als download en behaalde na de verschijning van het album en promotieoptredens in onder andere The Jay Leno Show de tweede positie in de Amerikaanse Billboard Hot 100.

## Videoclip
De opnames voor de videoclip van Run This Town startten op 4 augustus 2009 en de clip ging op 20 augustus op de Amerikaanse MTV in première. Het was geregisseerd door Anthony Mandler, bekend van onder andere Rihanna's Disturbia en OneRepublic's Stop and Stare.

## Hitnotering
| "Run This Town" in de Nederlandse Top 40 - binnen: 12-09-2009 | "Run This Town" in de Nederlandse Top 40 - binnen: 12-09-2009 | "Run This Town" in de Nederlandse Top 40 - binnen: 12-09-2009 | "Run This Town" in de Nederlandse Top 40 - binnen: 12-09-2009 | "Run This Town" in de Nederlandse Top 40 - binnen: 12-09-2009 | "Run This Town" in de Nederlandse Top 40 - binnen: 12-09-2009 | "Run This Town" in de Nederlandse Top 40 - binnen: 12-09-2009 | "Run This Town" in de Nederlandse Top 40 - binnen: 12-09-2009 | "Run This Town" in de Nederlandse Top 40 - binnen: 12-09-2009 | "Run This Town" in de Nederlandse Top 40 - binnen: 12-09-2009 | "Run This Town" in de Nederlandse Top 40 - binnen: 12-09-2009 | "Run This Town" in de Nederlandse Top 40 - binnen: 12-09-2009 | "Run This Town" in de Nederlandse Top 40 - binnen: 12-09-2009 |
| Week                                                          | 1                                                             | 2                                                             | 3                                                             | 4                                                             | 5                                                             | 6                                                             | 7                                                             | 8                                                             | 9                                                             | 10                                                            | 11                                                            |                                                               |
| ------------------------------------------------------------- | ------------------------------------------------------------- | ------------------------------------------------------------- | ------------------------------------------------------------- | ------------------------------------------------------------- | ------------------------------------------------------------- | ------------------------------------------------------------- | ------------------------------------------------------------- | ------------------------------------------------------------- | ------------------------------------------------------------- | ------------------------------------------------------------- | ------------------------------------------------------------- | ------------------------------------------------------------- |
| Nummer                                                        | 38                                                            | 26                                                            | 20                                                            | 14                                                            | 13                                                            | 12                                                            | 10                                                            | 15                                                            | 20                                                            | 33                                                            | 40                                                            | uit                                                           |

| "Run This Town" in de Vlaamse Ultratop 50 - binnen: 12-09-2009 | "Run This Town" in de Vlaamse Ultratop 50 - binnen: 12-09-2009 | "Run This Town" in de Vlaamse Ultratop 50 - binnen: 12-09-2009 | "Run This Town" in de Vlaamse Ultratop 50 - binnen: 12-09-2009 | "Run This Town" in de Vlaamse Ultratop 50 - binnen: 12-09-2009 | "Run This Town" in de Vlaamse Ultratop 50 - binnen: 12-09-2009 | "Run This Town" in de Vlaamse Ultratop 50 - binnen: 12-09-2009 | "Run This Town" in de Vlaamse Ultratop 50 - binnen: 12-09-2009 | "Run This Town" in de Vlaamse Ultratop 50 - binnen: 12-09-2009 | "Run This Town" in de Vlaamse Ultratop 50 - binnen: 12-09-2009 | "Run This Town" in de Vlaamse Ultratop 50 - binnen: 12-09-2009 | "Run This Town" in de Vlaamse Ultratop 50 - binnen: 12-09-2009 |
| Week                                                           | 1                                                              | 2                                                              | 3                                                              | 4                                                              | 5                                                              | 6                                                              | 7                                                              | 8                                                              | 9                                                              | 10                                                             |                                                                |
| -------------------------------------------------------------- | -------------------------------------------------------------- | -------------------------------------------------------------- | -------------------------------------------------------------- | -------------------------------------------------------------- | -------------------------------------------------------------- | -------------------------------------------------------------- | -------------------------------------------------------------- | -------------------------------------------------------------- | -------------------------------------------------------------- | -------------------------------------------------------------- | -------------------------------------------------------------- |
| Nummer                                                         | 50                                                             | 37                                                             | 32                                                             | 28                                                             | 31                                                             | 36                                                             | 32                                                             | 38                                                             | 42                                                             | 45                                                             | uit                                                            |

## Tracklist
1. "Run This Town" (feat. Rihanna & Kanye West) — 04:36
2. "Run This Town" (Bad City Rollerz Disco Mix) (feat. Rihanna & Kanye West) — 06:17

## Verschijningsdata
| Land                | Datum            | Formaat   | Label                                            |
| ------------------- | ---------------- | --------- | ------------------------------------------------ |
| Verenigde Staten    | 24 juli 2009     | Download  | Roc Nation (Live Nation)                         |
| Wereldwijd          | 11 augustus 2009 | Download  | Roc Nation (Live Nation) Atlantic (Warner Bros.) |
| Verenigd Koninkrijk | 31 augustus 2009 | Cd-single | Atlantic                                         |